# Народ против Ларија Флинта
Народ против Ларија Флинта (енгл. The People vs. Larry Flynt) је биографски драмски филм из 1996. године коју је режирао Милош Форман. Филм говори о уреднику порнографског часописа Ларију Флинту и његовом сукобу са законом. Главне улоге играју: Вуди Харелсон, Едвард Нортон и Кортни Лав.

## Радња
Филм говори о животној причи злогласног америчког издавача и бизнисмена Лерија Флинта. Радња филма се одвија између 1970-их и 1980-их.
Као младић, Лери Флинт и његов брат Џими водили су стриптиз клуб Хаслер у Синсинатију. Ствари у установи нису ишле баш најбоље и Лери је одлучио да почне да шаље клупски летак потенцијалним купцима. Временом се овај лист претворио у целовечерњи порнографски часопис „Хаслер”. Прави успех чекао је часопис и његове издаваче након што је Флинт објавио голишаве фотографије Џеклин Кенеди Оназис. Недуго пре тога, Лери упознаје извесну Алтеју Лејзер, која се запослила као стриптизета у његовом клубу; она касније постаје Флинтова жена.
Лери Флинт постаје милионер, часопис је изузетно успешан, али популарност има и лошу страну. Флинт је подвргнут бројним нападима чувара морала, који часопис „Хаслер” сматрају злостављачем друштва. Флинт је умешан у бројне скандалозне тужбе. Флинтов адвокат, Алан Исакман, приморан је да стално доживљава последице несталне природе свог клијента. Током једног од суђења, Флинт је осуђен на велику казну, коју његови помоћници разбацују по поду пред судијом.
Током једног од суђења, непознати мушкарац пуца на Флинта и Ајзакмана; Флинт је тешко повређен, остављајући га трајно парализованим у доњем делу тела. Након рањавања, доживљава тешку депресију. Доживљавајући константан неописиви бол, Лари почиње да узима лекове против болова. Као резултат тога, он и његова супруга Алтеа постају зависни од морфијума и антидепресива.
После операције, Лари се осећа боље, а након што је престао да користи лекове против болова, са новом енергијом се укључује у судски поступак. У наредном броју часописа објављен је пародијски чланак који говори да је познати амерички религиозни лик Џери Фолвел наводно имао сексуални контакт са својом мајком у дворишту сопствене куће. Фолвел иде на суд, тражећи надокнаду моралне штете. Суд стаје на страну Фолвела и приморава Флинта да плати казну од 200.000 долара.
У међувремену, Алтеа, која је дуго боловала од сиде, умире утапајући се у кади. Шокиран смрћу своје вољене жене, Флинт зове адвоката Ајзакмана (којег је претходно отпустио). Он каже да треба уложити жалбу Врховном суду САД у случају Џерија Фолвела. Ајзакман у почетку одбија. Али онда пристаје, подлегавши убеђивању и схватајући важност овог случаја за свог клијента.
Током интервјуа са новинарима, Флинт каже:
```
    Ако Први амандман штити врећу гована као ја, онда ће заштитити све вас, јер ја сам најгори случај! ...
```

На крају, Флинт добија случај. Према пресуди суда, Први амандман Устава САД гарантује Флинту слободу говора у изражавању свог мишљења у односу на такву јавну личност као што је Џери Фолвел, што се догодило у хумористичном и пародијском чланку у часопису Хаслер.

## Улоге
| Глумац            | Улога                |
| ----------------- | -------------------- |
| Вуди Харелсон     | Лари Флинт           |
| Кортни Лав        | Алтија Лежур         |
| Едвард Нортон     | Алан Ајзакман        |
| Брет Харелсон     | Џими Флинт           |
| Дона Хановер      | Рут Картер Стејплтон |
| Џејмс Кромвел     | Чарлс Китинг         |
| Криспин Главер    | Арло                 |
| Винсент Скијавели | Честер               |
| Мајлс Чејпин      | Мајлс                |
| Џејмс Карвил      | Сајмон Лиз           |
| Ричард Пол        | Џери Фолвел          |
| Берт Нуборн       | Рој Грутман          |
| Јан Триска        | Убица                |
| Коди Блок         | Лари са 10 година    |
| Рајан Пост        | Лари са осам година  |
| Норм Макдоналд    | ТВ-репортер          |
| Лари Флинт        | судија               |

## Локације снимања
- Лос Анђелес (Калифорнија, САД)
- Мемфис (Тенеси, САД)
- Оксфорд (Мисисипи, САД)

## Зарада
Филм је у САД зарадио 20.300.385 америчких долара.